# Planet Caravan
Planet Caravan je psychedelická skladba od britské skupiny Black Sabbath. Text a zvláštní melodie vytváří zasněnou atmosféru; skladba má nepravidelný rýmový vzorec a v barvách líčí různé astrofyzikální a pozemské jevy, takže se dá částečně zařadit i jako space rocková. Objevila se na průlomovém albu Paranoid z roku 1970 a třebaže ji Black Sabbath nepovažovali za hit, byla přehrána americkou skupinou Pantera, která ji zařadila na své album Far Beyond Driven.
Zvláštního hlasu ve skladbě zpěvák Ozzy Osbourne dosáhl použitím mikrofonu Leslie.